# Häfen Marktbreit
Die Häfen Marktbreit umfassen zwei Anlandungsstellen am Main, einen Schutzhafen und einen Sportboothafen in der Stadt Marktbreit im unterfränkischen Landkreis Kitzingen (Bayern).

## Geographie
Die Häfen Marktbreit liegen an vier räumlich getrennten Standorten entlang der Bundeswasserstraße Main nördlich des historischen Ortskernes von Marktbreit auf einer Höhe von 179 m ü. NN.
| Lage: Gewässer – km | Hafen:   | Beschreibung                         | Kailänge                              | Ausstattung |
| ------------------- | -------- | ------------------------------------ | ------------------------------------- | --- |
| 276,4 L             | Lände ⊙  | Umschlagstelle Knauf                 | 150 m, gespundet + 850 m geböscht     | Warteplätze Berufsschifffahrt mit Schwimmstegen, Bagger, Fördereinrichtungen für Schüttgüter, Silos, Freilagerfläche         |
| 277,1 L             | Lände ⊙  | Alter Kranen                         | 150 m, geböscht                       | 40 m Kaimauer, Landesteg, Breite 8 m für die Personenschifffahrt, öffentliche Slipstelle für Kleinfahrzeuge                  |
| 277,3 L             | Marina ⊙ | Sportboothafen                       | Steganlagen                           | 25 Liegeplätze, Hafenbecken 15 × 40 m, 150 m geböscht, Schwimmstege, Strom, Wasser, Sanitär, Clubhaus, nahe Tankstelle       |
| 277,6 L             | Lände ⊙  | Kanuanleger                          | geböscht                              | Anleger und Einsetzstelle für Muskelkraftfahrzeuge, WC, Müllentsorgung, Badebucht, Grill-, Zelt- und Wohnmobilstellplatz     |
| 279,0 L             | Hafen ⊙  | Umschlagstelle Wüffert (Schutzhafen) | 25 + 45 m, gespundet + 350 m geböscht | Kran, Liegeplätze, Stege, Umschlagseinrichtungen für Schüttgüter, Bagger, Förderbänder, Lagerhallen, Silos, Freilagerflächen |

## Geschichte

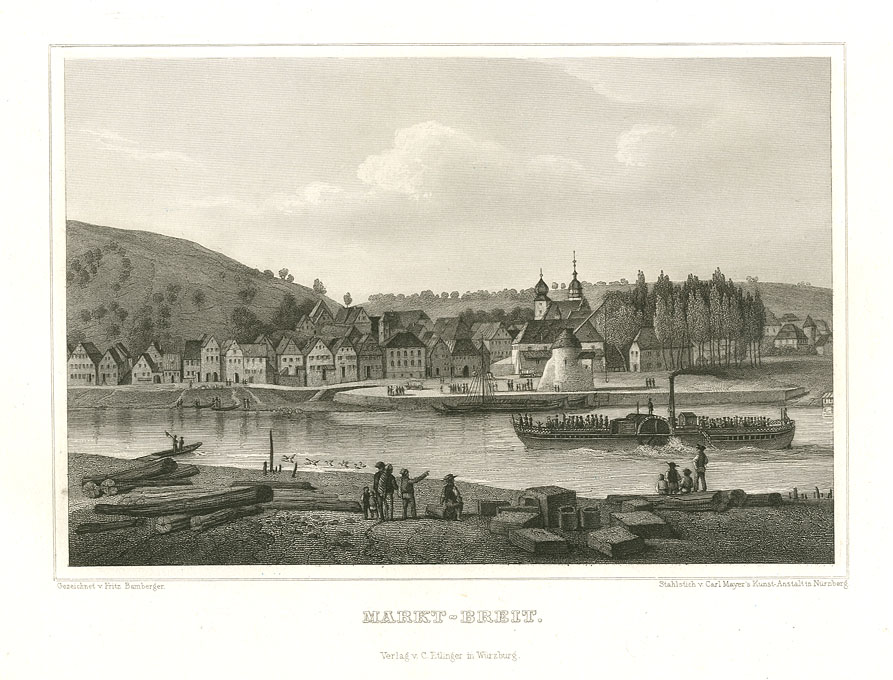
Mainschifffahrt in Marktbreit (1847)

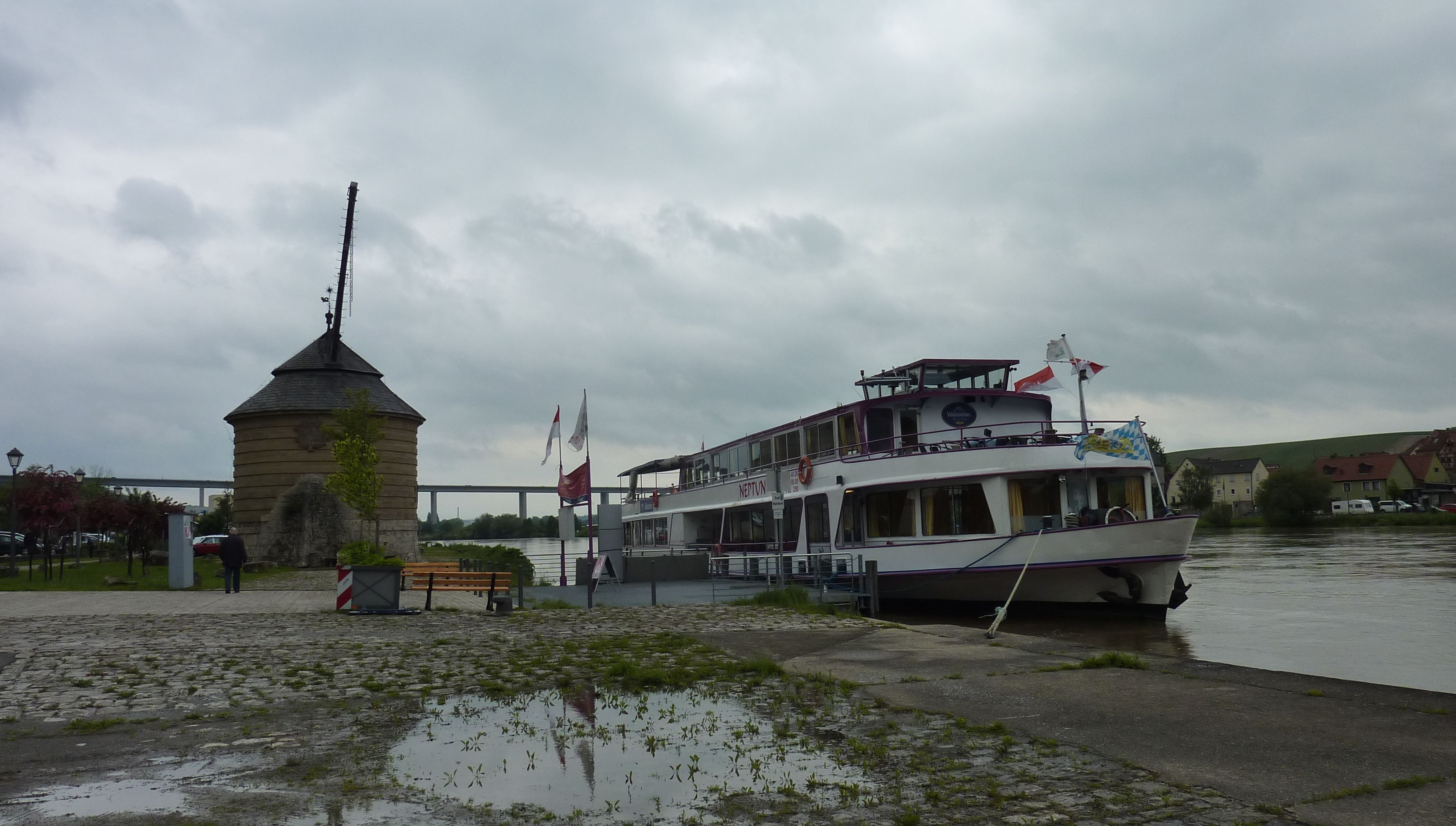
Alter Kranen, Anlegestelle der Personenschifffahrt, Blick von Osten (2013)

Bereits zu keltischen Zeiten wurde der Main als Wasserstraße genutzt. Es wurde getreidelt und gestakt, geflößt, gefischt, gerudert und gesegelt. Versuche der Römer, über den Maingraben nach Osten bis zur Elbe vorzustoßen, wurden um die Zeitenwende von den germanischen Kimbern zurückgeschlagen. Sie erreichten zwar Marktbreit noch und errichteten das Römerlager Marktbreit, konnten sich aber in der Gegend nicht festigen und mussten in der Zeit des Pannonischen Aufstandes wieder nach Westen hinter den 60 km entfernten Limes zurückweichen. Der Weinbau, den sie mitgebracht hatten blieb, und die Weinberge sind noch heute ein Touristenmagnet für die Gegend. Der Main stellte weiterhin einen wichtigen Handelsweg dar. Zu karolingischer Zeit gab es erste Versuche, den Wasserweg des Maines mit dem Donaugebiet zu verbinden (Fossa Carolina), wovon nur widersprüchliche Überlieferungen und einige wenige Befunde an Überresten bei Graben vorliegen.
Im Mittelalter wurden große Mengen von Holz geflößt, beispielsweise nach Frankfurt, ins Ruhrgebiet, aber auch für den Schiffsbau in Holland. Alte Stiche aus dem 16. Jahrhundert zeigen die Schifffahrt bei Marktbreit.
Das bayerische Urkataster erfasste 1825 in Marktbreit östlich der Mündung des Breitbaches den bereits befestigten Hafen, den Alten Kranen, die Lagerhalle, ein Schiffshaus und zwei Fährverbindungen zum nördlichen Mainufer hinüber.
In den 1830er Jahren wurde Marktbreit von Westen her mit der Dampfschifffahrt erschlossen und die Transportvolumen stiegen auf bis zu 50 Tonnen pro Wasserfahrzeug. 1836 bis 1846 wurde der Ludwig-Donau-Main-Kanal vollendet, und die durchgängige Schiffbarkeit auch zum Donauraum hin ließ die Transportmengen rasch anwachsen. Als 1864 die Bahnstrecke Treuchtlingen–Würzburg entstand, wurde in den 1880er Jahren der Bahnverkehr zu einer ernstzunehmenden Konkurrenz für die Schifffahrt. 1899 erreichte die Mainkette Marktbreit und die Transportmengen konnten durch die Einführung der Kettenschifffahrt wieder gesteigert werden, insbesondere durch Stahl- und Kohlelieferungen aus dem Ruhrgebiet.
Sowohl im Ersten wie auch im Zweiten Weltkrieg blieb die Schifffahrt, obwohl der Handel am Ort zurückging, ein wichtiger Wirtschaftsfaktor für Marktbreit. Normalspurige Bahnanschlüsse führten mit der Mainländebahn Marktbreit bis direkt auf den Pier, sodass ein trimodaler Verkehr Schiff-Schiene-Straße dort möglich war. Es siedelte sich allerdings Industrie an und die Transportmengen stiegen wieder, als der Bau des Main-Donau-Kanales fortschritt, der 1972 dann zunächst bis Nürnberg und 1992 durchgängig in Betrieb ging. Umgeschlagen wurden hauptsächlich Kohle, Baustoffe wie Sand und Kies, land- und forstwirtschaftliche Erzeugnisse sowie Düngemittel.

## Gewerbe und Infrastruktur
Der Umschlagsbetrieb am Alten Kranen wurde aufgegeben. Die dortigen Anlagen dienen heute der Freizeitschifffahrt als Marina und der zunehmend an Bedeutung gewinnenden Personenschifffahrt. Insbesondere bei Flusskreuzfahrten werden im Mainfranken hohe fünfstellige Passagierzahlen jährlich gezählt.
Die Firmen Knauf und Wüffert betreiben am Ort eigene Umschlagstellen hauptsächlich für ihre Baustoffe. Westlich ergänzt die Hafenanlagen heute ein Gewerbegebiet mit wichtiger Infrastruktur. Ein Industriegleis führt 100 m südlich an der Umschlagstelle Knauf vorbei, erschließt aber nicht mehr die Kaianlagen. Es besteht eine Straßenverbindung dazwischen, ein regelmäßiger Umschlag Schiene–Schiff findet dort aber bisher nicht wieder statt. An der Umschlagstelle Knauf können zwei bis drei Gütermotorschiffe mit 110–130 m Länge oder zwei Schubverbände mit 185 m gleichzeitig abgefertigt werden sowie drei bis vier weitere Schiffe liegen. Am Alten Kranen kann jeweils nur ein Schiff bis 150 m Länge landen und nötigenfalls ein weiteres nahe dem gegenüberliegenden Ufer auf Reede warten. Die Umschlagstelle Wüffert ist nur für deutlich kleinere Schiffe oder Lastkähne mit geringerem Tiefgang schiffbar. Für knapp ein Dutzend solcher ist diese jedoch auch als Schutzhafen geeignet, da dort, weit abgegrenzt von der Fahrrinne, nicht mit Eisgang gerechnet werden muss.
Umgeschlagen werden heute überwiegend Baustoffe und Kies, etwa 17 % Zucker, sowie vereinzelt auch land- und forstwirtschaftliche Erzeugnisse, Futter- und Düngemittel.
Ein Mal im Jahr wird der Hafen Marktbreit zur Feiermeile, wenn das Bayern-3-Partyschiff MS Catwalk dort anlegt.

## Verkehr
Gemeindestraßen erschließen alle Hafenteile zu der westlich verlaufenden Bundesautobahn 7 hin, zu der an der AS Marktbreit Anschluss besteht. Eine ÖPNV-Zustiegsmöglichkeit gibt es in zumutbarer Nähe am Bahnhof Marktbreit. Als Kursschiff liegt und verkehrt am Hafen Marktbreit die MS Neptun.

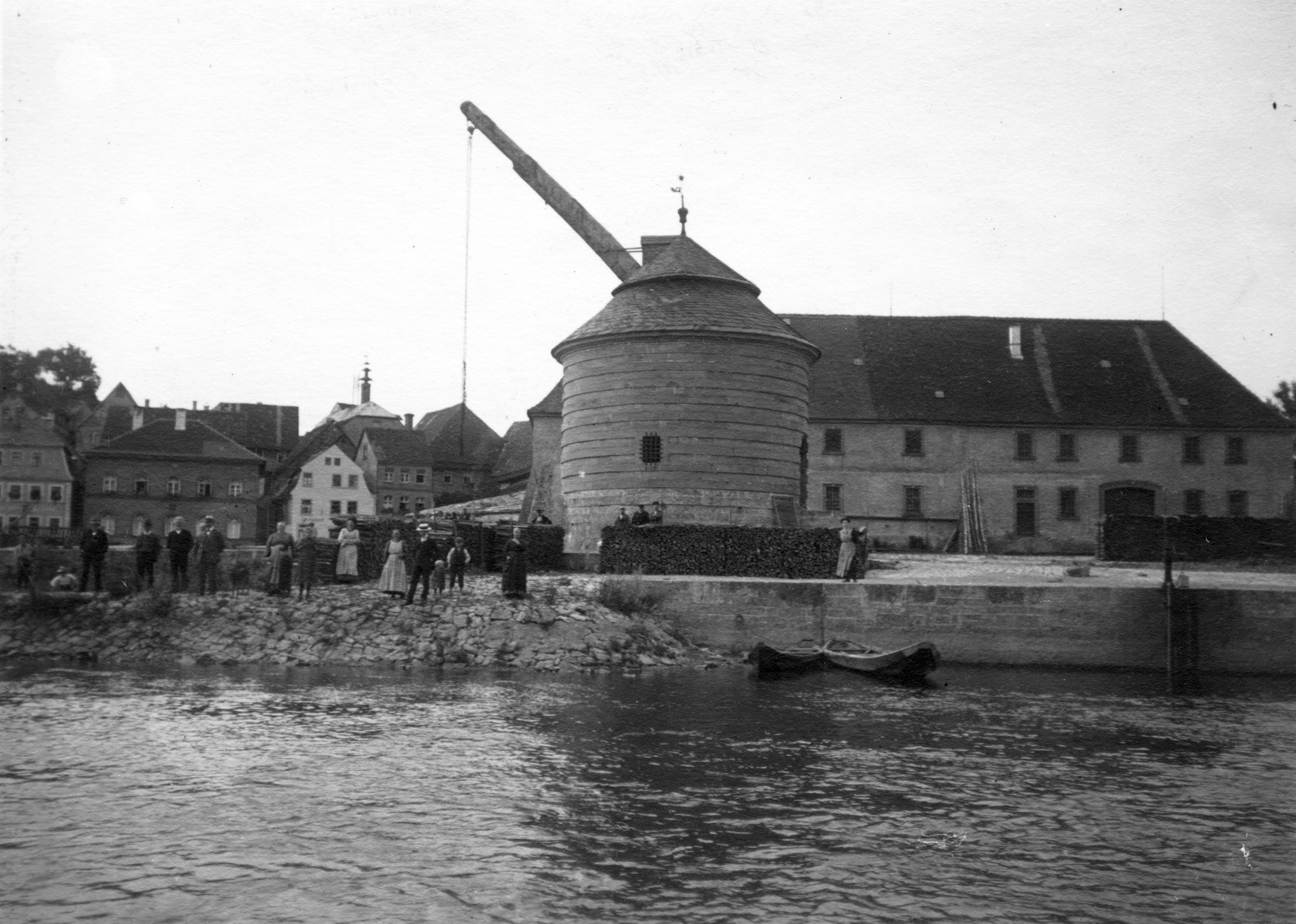
Alter Kranen (1920)
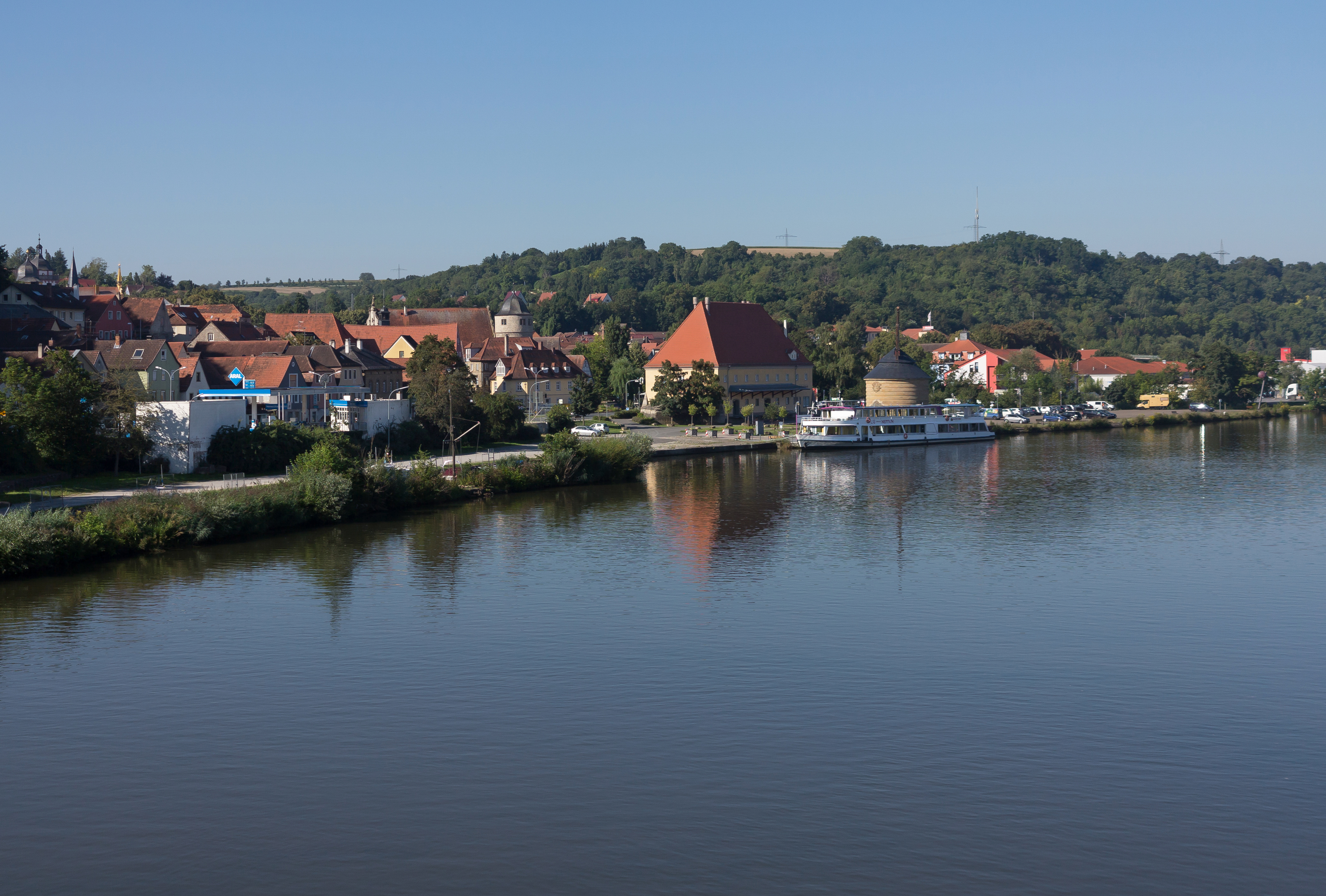
Personenschifffahrt (2016)